# Max et Moritz
Pour les articles homonymes, voir Max und Moritz (homonymie).
Max et Moritz : une histoire de gamins en sept tours (Max und Moritz : Eine Bubengeschichte in sieben Streichen) est un livre illustré en vers de l'artiste et poète allemand Wilhelm Busch,  paru pour la première fois le 4 avril 1865. Les deux garnements qui donnent son titre à l'ouvrage inspireront en 1897 à l'auteur américain d'origine allemande Rudolph Dirks sa fameuse bande dessinée, The Katzenjammer Kids (en France, Pim Pam Poum). Le livre de Wilhelm Busch est adapté pour l’écran une première fois en 1941 sous forme d'un court métrage d'animation, en 1956 Norbert Schultze en fait une nouvelle adaptation dont les décors peints et les couleurs chatoyantes cherchent à reproduire le plus fidèlement possible l'esthétique des illustrations du conte avec de véritables acteurs. L'histoire a été ré-interprétée  en 2005 dans Max und Moritz Reloaded, une production cinématographique allemande réalisée par Thomas Frydetzki et Annette Stefan qui situent les frasques des personnages dans l’Allemagne du XXIe siècle. Max und Moritz a également inspiré un ballet au compositeur suisse Heinrich Sutermeister.

## Synopsis
Max und Moritz raconte l'histoire de deux garnements insupportables et espiègles qui s'amusent à terroriser leur entourage et les notables de leur village. Absolument réfractaires à l'ordre, ils ne connaissent pas le respect. Mais malheureusement pour eux et heureusement pour leurs proches, la vie finira par se venger puisque tous deux seront punis de leurs méfaits en finissant en nourriture pour les oies après avoir été écrasés par les roues d'un moulin et recrachés par un dégorgeoir.

## Analyse

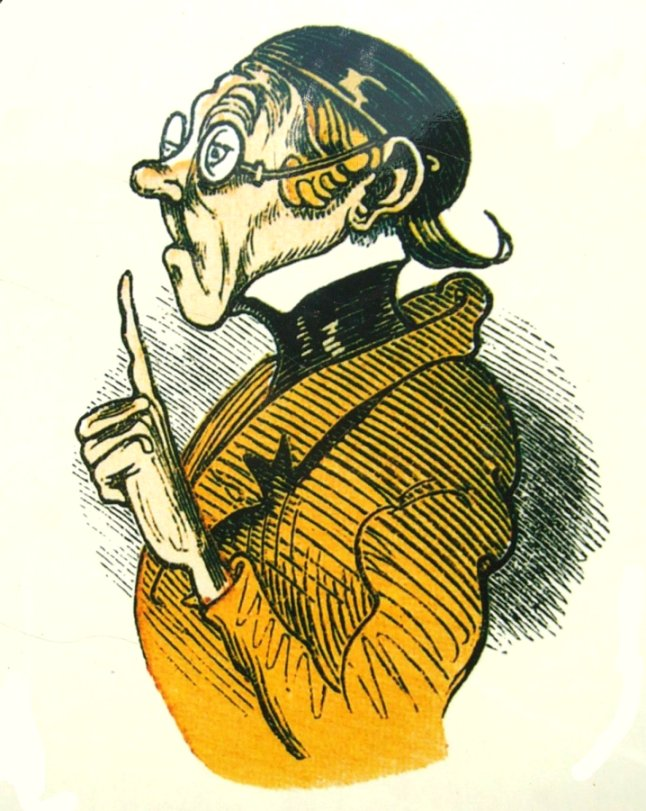
Un des personnages de l'histoire : Lehrer Lämpel.

Le milieu du XIXe siècle, avec les progrès de l'imprimerie, voit la multiplication de ces histoires en images qui préfigurent la bande dessinée. Mais si Max und Moritz est souvent cité parmi les précurseurs de celle-ci, c'est moins pour ses qualités intrinsèques que pour avoir inspiré le comic strip Pim Pam Poum de Rudolph Dirks. Busch « est en effet moins proche de la bande dessinée que Töpffer », disparu en 1846. Un premier coup d'œil jeté à cette œuvre nous fait plutôt penser à une histoire pour enfant ou un conte. En effet, le livre de Wilhelm Busch est composé de plusieurs textes agrémentés d'illustrations, qui miment en quelque sorte l'histoire. De plus, leur présentation est tout à fait particulière puisque les textes sont écrits en vers et disposés sous forme de strophes. 
Max und Moritz est composé de sept épisodes ou petits chapitres. Ces chapitres forment une histoire continue mais chaque chapitre constitue une histoire en elle-même: chacun d'eux relate un vilain tour joué par les enfants. Max und Moritz Le livre décrit donc sept bêtises, et se conclut par la mort des deux enfants. Cette mort des deux enfants symbolise un acte autoritaire indispensable, bien que la tentation de faire comme eux soit grande. Wilhelm Busch condamne radicalement l'hypocrisie dans l'éducation du petit bourgeois allemand dans un épisode comique, comme par exemple un père qui met une raclée préventive à ses enfants avant d'aller à une fête de village.

## Distinction et adaptations
En 1978, l'ouvrage obtient la « Mention » Premio Grafico Fiera di Bologna per l'Infanzia, de la Foire du livre de jeunesse de Bologne (Italie).
Max und Moritz Reloaded est une comédie allemande réalisée par Thomas Frydetzki et Annette Stefan sortie en 2005.
L'attraction Max & Moritz est un parcours de montagnes russes familiales à Efteling, aux Pays-bas.